# Ampney St Mary
Pour les articles homonymes, voir Ampney.
Ampney St Mary est un village et une paroisse civile du Gloucestershire, en Angleterre. Il est situé dans le sud-est du comté, dans le massif des Cotswolds, à 8 kilomètres à l'est de la ville de Cirencester. Administrativement, il relève du district non métropolitain de Cotswold.

## Toponymie
Ampney est un nom d'origine vieil-anglaise qui fait référence à un homme nommé Amma. Le deuxième élément pourrait être ēa « ruisseau » ou ēg « île ». L'élément « St Mary » renvoie à la dédicace de l'église de la paroisse et permet de distinguer ce village de ses voisins Ampney Crucis, Ampney St Peter et Down Ampney. Dans le Domesday Book, compilé en 1086, il est appelé Ammeneye Beate Marie.

## Histoire
Le Domesday Book indique qu'en 1086, le manoir d'Ampney St Mary est la propriété de Regenbald, l'ancien chancelier du roi Édouard le Confesseur. Le village compte alors 18 habitants et sa valeur annuelle est estimée à 5 livres.

## Démographie
Au recensement de 2011, la paroisse civile d'Ampney St Mary comptait 218 habitants.
| 1801 | 1811 | 1821 | 1831 | 1841 | 1851 | 1881 |
| ---- | ---- | ---- | ---- | ---- | ---- | ---- |
| 167  | 168  | 130  | 115  | 121  | 125  | 129  |

| 1891 | 1901 | 1911 | 1921 | 1931 | 1951 | 1961 |
| ---- | ---- | ---- | ---- | ---- | ---- | ---- |
| 113  | 159  | 183  | 150  | 131  | 130  | 120  |

| 1971 | 1981 | 1991 | 2001 | 2011 | - | - |
| ---- | ---- | ---- | ---- | ---- | - | - |
| ?    | ?    | ?    | ?    | 218  | - | - |

## Culture locale et patrimoine

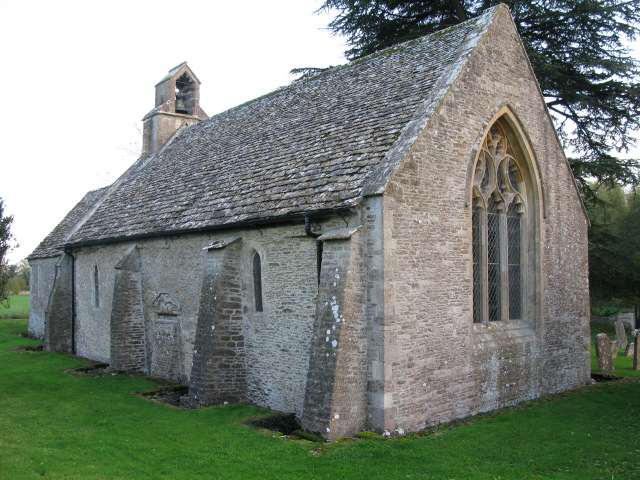
L'.

L'église paroissiale d'Ampney St Mary (en) est dédiée à sainte Marie. Ce petit bâtiment a été construit au début du XIIe siècle, sauf son chancel, qui date du XIIIe siècle. Restauré en 1913, il constitue un monument classé de grade I depuis 1958.